# Phasmoconus alexandrei
Phasmoconus alexandrei is een slakkensoort uit de familie van de Conidae. De wetenschappelijke naam van de soort is voor het eerst geldig gepubliceerd in 2012 door Limpalaër & Monnier.